# Бисерово (село, Раменский район)

Троицкая церковь в Бисерово

Би́серово — село в Раменском муниципальном районе Московской области. Входит в состав сельского поселения Рыболовское. Население — 79 чел. (2010).

## Название
В 1421 году упоминается как митрополичье село Бисеровское, в 1774 году — Бисерево, позже закрепилось название Бисерово. Название по бывшему владельцу села Бисеру.

## География
Село Бисерово расположено в южной части Раменского района, примерно в 18 км к югу от города Раменское. Высота над уровнем моря 135 м. Рядом с селом протекает река Вохринка. В селе 4 улицы — Кирпичная, Лесная, Полевая и Центральная; приписано СНТ Стрела-2. Ближайший населённый пункт — деревня Вохринка.

## История
По исповедной росписи 1782 года церковь Живоначальной Троицы села Бисерово (так в тексте) относилась к Песоченской десятине Коломенской епархии. В храме служил иерей Никон Фролов [сын] 41 года. В приходе в 46 дворах жили 346 человек. Из них 44 принадлежали к расколу.
В 1926 году село являлось центром Бисеровского сельсовета Вохринской волости Бронницкого уезда Московской губернии.
С 1929 года — населённый пункт в составе Бронницкого района Коломенского округа Московской области. 3 июня 1959 года Бронницкий район был упразднён, село передано в Люберецкий район. С 1960 года в составе Раменского района.
До муниципальной реформы 2006 года село входило в состав Рыболовского сельского округа Раменского района.

## Население
| 1926 | 2002 | 2010 |
| ---- | ---- | ---- |
| 220  | ↘57  | ↗79  |

В 1926 году в селе проживало 220 человек (89 мужчин, 131 женщина), насчитывалось 52 крестьянских хозяйств. По переписи 2002 года — 57 человек (25 мужчин, 32 женщины).